# لندن (اوهایو)
لندن(به انگلیسی: London) شهری در ایالت اوهایو کشور ایالات متحده آمریکا است که جمعیت آن در سرشماری سال ۲۰۱۰ میلادی، ۹٬۹۰۴ نفر بوده‌است.